# Orchestre du Hollywood Bowl
L’Orchestre du Hollywood Bowl (Hollywood Bowl Orchestra en anglais, ou HBO) est un orchestre symphonique géré par l’Association Philharmonique de Los Angeles (Los Angeles Philharmonic Association) et dont la résidence est le Hollywood Bowl, à Los Angeles .

## Présentation
L’Orchestre du Hollywood Bowl comprend 80 musiciens issus de tous pays et de formation classique, dont la plupart sont également solistes dans des orchestres de chambre de Los Angeles. Son répertoire est large, allant de la musique classique aux musiques de film, en passant par le jazz, la musique pop, les comédies musicales, ou encore des premières mondiales de compositeurs contemporains.

### Histoire
Le Hollywood Bowl accueille des concerts depuis 1920 et officiellement la saison d'été de l'orchestre philharmonique de Los Angeles depuis 1922. Un premier orchestre, le « Bowl Orchestra », est créé en 1925, suivi d’un autre, le « Hollywood Bowl Orchestra » (premier du nom) en 1928, effectuant des enregistrements sous la baguette d'Eugène Goossens. En 1945-1946, Leopold Stokowski dirige une formation nommée « Hollywood Bowl Symphony Orchestra ». À partir des années 1950, il n’existe plus d’orchestre officiellement attaché au Hollywood Bowl, jusqu'à la création d’un nouvel ensemble en 1991, l’actuel Orchestre du Hollywood Bowl.
Le premier concert de l’Orchestre du Hollywood Bowl est donné le 2 juillet 1991, sous la baguette du chef d’orchestre John Mauceri, qui dirige l’orchestre jusqu'en 2006. La Los Angeles Master Chorale collabore régulièrement avec l'Orchestre du Hollywood Bowl.